# روجر مور
روجر جورج مور (بالإنجليزية: Roger Moore) ‏(14 أكتوبر 1927 - 23 مايو 2017) هو ممثل إنجليزي ولد في لندن في بريطانيا، وحامل لوسام الإمبراطورية البريطانية برتبة قائد، ومن أشهر أدواره هو دور سيمون تيمبلار في المسلسل التليفزيوني (القديس)، وقد قام بلعب دور العميل السري جيمس بوند بسبعة أفلام منذ عام 1973 إلى 1985 منها الرجل ذو المسدس الذهبي، وعين سفيرا لليونيسيف في عام 1991.

## حياته
ولد روجر مور في 14 أكتوبر 1927 جنوب لندن لأب شرطي وأم ربة منزل، وقال إن أهم أدواره في الحياة كان عندما عمل لصالح اليونيسيف وصندوق الطفولة في الأمم المتحدة.

## وفاته
توفي الممثل البريطاني روجر مور عن عمر يناهز 90 عاما إصابته بمرض السرطان في سويسرا

## روابط خارجية
- روجر مور على موقع IMDb (الإنجليزية)
- روجر مور على موقع الموسوعة البريطانية (الإنجليزية)
- روجر مور على موقع روتن توميتوز (الإنجليزية)
- روجر مور على موقع مونزينجر (الألمانية)
- روجر مور على موقع ألو سيني (الفرنسية)
- روجر مور على موقع ميوزك برينز (الإنجليزية)
- روجر مور على موقع تيرنر كلاسيك موفيز (الإنجليزية)
- روجر مور على موقع أول موفي (الإنجليزية)
- روجر مور على موقع بوكس أوفيس موجو (الإنجليزية)
- روجر مور على موقع قاعدة بيانات برودواي على الإنترنت (الإنجليزية)